# صبرینا ثاقب
صبرینا ثاقب (زاده: ۱۳۵۸ کابل) سیاست‌مدار افغانستانی و نماینده مردم کابل در دوره پانزدهم مجلس نمایندگان افغانستان است.

## زندگی‌نامه
صبرینا ثاقب متولد ۱۳۵۸ از کابل است. وی دارای مدرک تحصیلی لیسانس در رشته زبان انگلیسی از یکی از دانشگاه‌های ایران است.

## دیگر فعالیت‌ها
- معاون مؤسسه رایانامه در ایران.[۱]
- استاد زبان و کامپیوتر در کابل.[۱]
- سکرتر جنرال فدراسیون بسکتبال در کمیته ملی المپیک.[۱]
- مسئول پروژه صحی تعلیمی و صنایع دستی PIM[۱]